# Robert Stephen John Sparks
Robert Stephen John Sparks (* 15. Mai 1949 in Harpenden, Hertfordshire), FRS, CBE, ist ein britischer Vulkanologe. Er ist Inhaber der nach Sir Edward Chaning Wills, 2. Baronet (1861–1921), benannten Geologie-Professur der Fakultät für Geowissenschaften der University of Bristol.

## Leben
Stephen Sparks studierte am Imperial College unter George P. L. Walker und schloss das Studium nach dem B.Sc. (1971) mit dem Doktorgrad (Ph.D.) im Jahr 1974 ab. Von 1974 bis 1976 war er Gastforscher an der Lancaster University, bevor er für weitere zwei Jahre, finanziert durch ein NATO-Stipendium, als Postdoc an der Graduate School of Oceanography der University of Rhode Island arbeitete. Von 1978 bis 1989 lehrte er am Institut für Geowissenschaften der University of Cambridge, an der er auch Fellow der Trinity Hall war. 1987 ging er für ein Jahr als Sherman Fairchild Distinguished Scholar an das California Institute of Technology. 1989 wurde er auf den Chaning Wills Chair of Geology der University of Bristol berufen. 2006/2007 war er Edward Bass Scholar an der Yale University.

## Wirken
Sparks hat mehr als 300 Veröffentlichungen vorzuweisen, die vor allem im Gebiet der Vulkanologie und Petrologie der Magmatite einflussreich waren, darunter wichtige Arbeiten zur Stabilität von Eruptionswolken oder der Fazies von Ignimbriten. Seine Forschungsgebiete liegen außerdem im Bereich der Georisiken und ihrer Bewertung sowie der Anwendung fluidmechanischer Prinzipien auf geologische Fließprozesse, so etwa bei der Konvektion von Magma in Magmakammern oder dem turbulenten Fließen von Gesteinsschmelzen beim Aufstieg im vulkanischen Schlot.

## Ämter, Ehrungen und Auszeichnungen
Sparks war von 1994 bis 1996 Präsident der Geological Society of London, Präsident der IAVCEI von 1999 bis 2003, und ist seit 2010 Präsident der Abteilung Vulkanologie, Geochemie und Petrologie (VGP) der American Geophysical Union.
Beim Research Assessment Exercise 2008, der in der Regel alle fünf Jahre stattfindenden Bewertung der höheren Bildungsanstalten im Vereinigten Königreich, war Sparks Vorsitzender des Fachgebiets Geowissenschaften.
1988 wurde er zum Fellow of the Royal Society gewählt, 1998 zum Fellow der American Geophysical Union, und war seit 2000 Ehrenmitglied der Geological Society of America. Er erhielt unter anderem die Arthur-L.-Day-Medaille der Geological Society of America (2000), wurde 1998 mit der Murchison-Medaille der Geological Society of London ausgezeichnet, und 2011 mit ihrer Wollaston-Medaille. 2012 wurde er zum Mitglied der Academia Europaea gewählt. 2015 erhielt Sparks den Vetlesen-Preis, 2018 die Royal Medal.